# Slivo Pole (huyện)
Slivo Pole là một đô thị thuộc tỉnh Ruse, Bungaria. Dân số thời điểm năm 2001 là 12912 người.